# Red Rocks Park
Red Rocks Park es un famoso parque de Colorado, fue comprado por la ciudad de Denver en 1928. Tiene más que 640 km² y ofrece un panorama increíble de 322 kilómetros de la ciudad de Denver y de las piedras de arenisca, las cuales se pueden ver por camino y senda. Muchas de las piedras del parque tienen nombre debido a sus cuervas y forma. Red Rocks también tiene uno de los anfiteatros más conocidos y famosos del mundo, apropiadamente nombrado Red Rocks Amphitheater. El anfiteatro es el único del mundo que había formado naturalmente y ha ganado premios debido a su lugar exótico y la belleza del sitio. Caminos extensivos de senderismo y áreas geológicos rodean y forman el parque. 
El parque fue descubierto por un ejército estadounidense guiado por Stephen Long en 1820, y en los años anteriores era utilizado para un sitio de campamiento por la tribu Uti, gracias a su refugio natural de los elementos. Su primer nombre era Garden of the Gods, dado en 1870 por Martin Van Buren Luter, y luego en 1906 fue renombrado por John Brisben Walker, un figuro famoso de público, quien compró el parque con su salario de la revista Cosmopolitan. Walker empezó a organizar conciertos por una plataforma temporaria en el parque, y más tarde, cuando la ciudad Denver lo compró, la ha dado su nombre oficial, Red Rocks. El organizador de ciudad de Denver, George Cranmer, decidió construir en el fundamento de Walker, y el teatro de Red Rocks fue cumplido en 1941. El anfiteatro fue diseñado por Burnam Hoyt entre dos piedras enormes de arenisca, llamadas Ship Rock y Creation Rock. 
Una actividad popular en Red Rocks Park es el senderismo en Red Rocks Trail, que ofrece 7 km de senda por una pradera abundante en vida salvaje. Cerca de Denver, el Red Rocks Trail está abierta todo el año a senderistas y ciclistas. El Trail actualmente no pertenece a solo Red Rocks Park, pero al Denver Mountain Park también. Red Rocks Trail está clasificado de media dificultad, con un aumento en elevación moderado y es bien conocido por la formación de las piedras rodeando el parque. Perros están permitidos en el Trail con correa.    	
El parque Red Rocks también tiene una abundante variedad de vida salvaje. Las aves son quizás la especie más diverso, y puede ver una diversidad de pájaros, como petirrojos, mirlos, sabaneros, azulejos, pájaros carpinteros, palomas, gorriones, golondrinas comunes, carboneros y trepadores. Además, hay animales más grandes que son protegidos por el estado de Colorado, por ejemplo; búfalos, ciervos, alces, osos, cabras, marmotas, y pumas. Red Rocks es popular para sus caminos de senderismo y bicicleta, y las escaleras en el anfiteatro son un lugar común para entrenamiento y ejercicio cardiovascular. También en el local hay un restaurante, centro visitante, una tienda de regalos y un establecimiento comercial nativo americano.           